# Lucie Lundberg
Lucie Amanda Julie Lundberg, född Sperling den 25 maj 1908 i Riga, död 13 maj 1983, var en svensk tecknare och illustratör, mest känd för sina illustrationer i Pelle Svanslös-böckerna. 
Lucie Lundberg föddes i en tysk familj i Riga och flyttade efter första världskriget till Berlin, där hon fick sin konstnärliga utbildning. Hon flyttade till Stockholm 1936 och gifte sig 1938 med bankdirektör Kondrad Lundberg (1907–2004).  
I Sverige blev Lucie Lundberg bekant med Gösta Knutsson och gjorde sig känd som illustratör till barnböcker och barnserier, framförallt Pelle Svanslös, men även Kvirre och Hoppsan, Skratt-Maja-serien samt Elvira Nyckelpiga. Hon var också en skicklig tecknare av mer allvarliga motiv. Lundberg finns representerad vid bland annat Nationalmuseum i Stockholm.
Hon är begravd på Råcksta begravningsplats.

## Illustrationer
- Pelle Svanslös på äventyr 1939
- Pelle Svanslös på nya äventyr 1940
- Pelle Svanslös i Amerika 1941
- Pelle Svanslös klarar sig 1942
- Hur ska det gå för Pelle Svanslös? 1943
- Pelle Svanslös och taxen Max 1944
- Pelle Svanslös i skolan 1945
- Heja Pelle Svanslös 1946
- Pelle Svanslös för de minsta 1947 (nyutgiven som Pelle Svanslös fyller år)
- Pelle Svanslös och Maja Gräddnos 1947
- Trillingarna Svanslös 1948
- Alla tiders Pelle Svanslös 1951
- Pelle Svanslös och julklappstjuvarna 1957 (nyutgiven som Pelle Svanslös räddar julen)